# Форбс, Фрэнсис Блэквелл
Фрэнсис Блэквелл Форбс (англ. Francis Blackwell Forbes, 11 августа 1839 — 2 мая 1908) — китайский ботаник и купец.

## Биография
Фрэнсис Блэквелл Форбс родился в штате Нью-Йорк 11 августа 1839 года. 
Он женился на Изабель Кларк, дочери банкира Уильяма Мэзера Кларка, которая родилась в Нью-Йорке около 1846 года; их свадьба состоялась 8 мая 1867 года. Фрэнсис Блэквелл и другие члены семьи Форбс участвовали в торговле опиумом между Империей Цин и Соёдиненными Штатами в рамках Canton System во время Первой и Второй опиумной войны, накапливая огромное состояние. В связи с участием его семьи в торговле опиумом, у него сохранился пожизненный интерес к маку и другим растениям, а также к китайской ботанике в целом.
Фрэнсис Блэквелл Форбс умер в Бостоне 2 мая 1908 года. 

## Научная деятельность
Фрэнсис Блэквелл Форбс специализировался на семенных растениях.  